# Sidney Flanigan

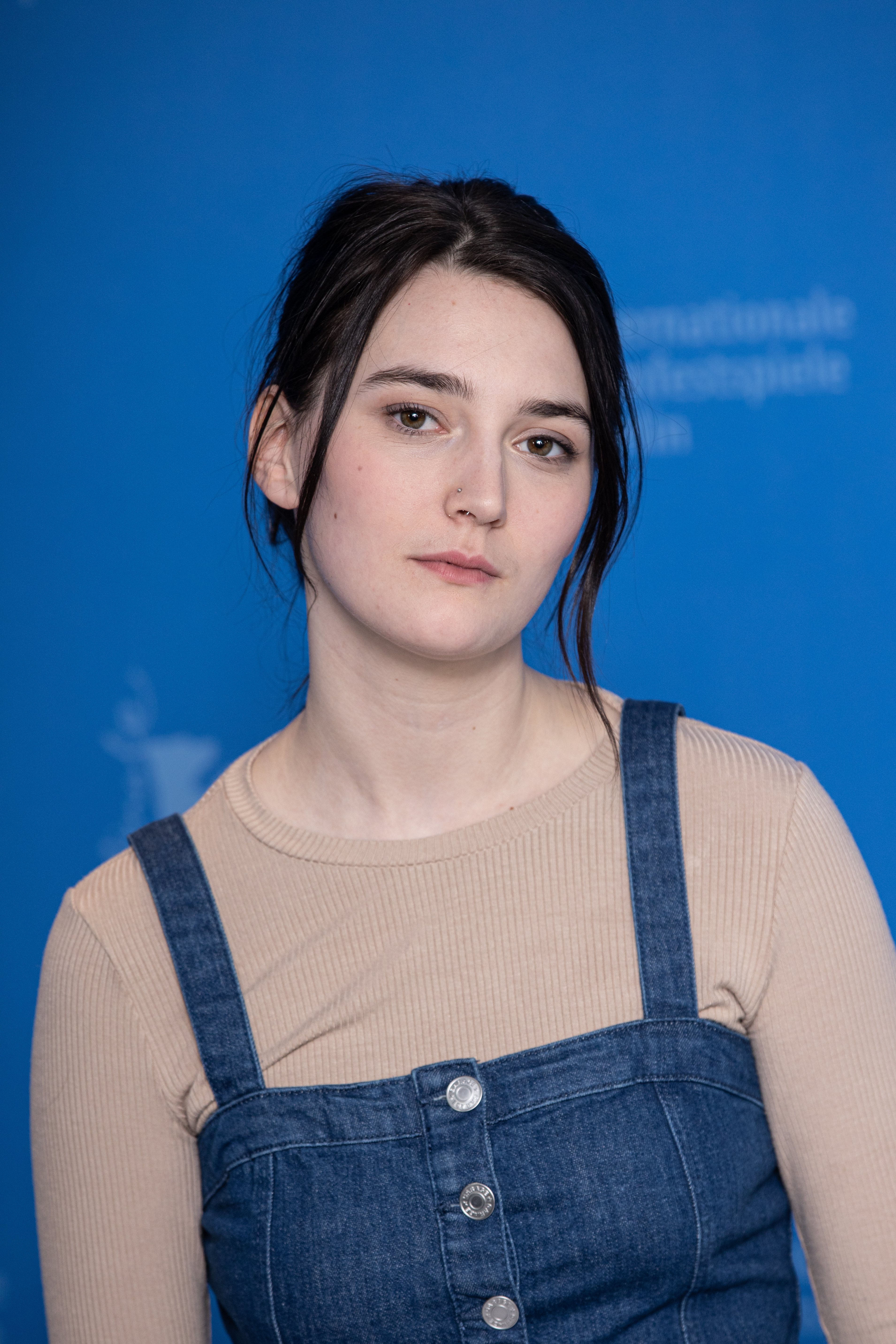
Sidney Flanigan bei der Vorstellung des Films Niemals Selten Manchmal Immer auf der Berlinale im Februar 2020

Sidney Flanigan (* 19. Oktober 1998 in Buffalo) ist eine US-amerikanische Musikerin und Filmschauspielerin. Bekannt wurde sie für die Hauptrolle in dem Coming-of-Age-Film Niemals Selten Manchmal Immer, für die sie mehrfach ausgezeichnet wurde.

## Leben
Sidney Flanigan stammt aus Buffalo, New York. Sidney beschreibt sich selbst als nichtbinäre Frau und benutzt im Englischen die Pronomen she und they. Sie ist das älteste von drei Kindern. Ihr Vater war Sänger der Rockband The Tosspots, ihr Großvater väterlicherseits war Dichter und ihre Großmutter mütterlicherseits eine radikale Linke in New York. Flanigan ist Absolventin der renommierten Buffalo Academy School of Performing Arts, wo sie Musik studierte. Zudem nahm sie Schauspielunterricht an der Buffalo State University.
Flanigan machte sich in der Indie-Musikszene von Buffalo einen Namen und trat auch mehrere Jahre im Westen von New York auf. Als Solokünstlerin trat Flanigan unter den Namen „Sid the Kidd“ und „Sidney Jeanne“ auf und ist bekannt für ihre feministischen Hymnen über Beziehungen und Teenagerängste, die sie mit Akustikgitarre begleitet. Zudem ist sie Leadsängerin und Frontfrau der Punk-Fusion-Gruppe Sus.
Ihr Debüt als Schauspielerin gab sie in dem Coming-of-Age-Film Niemals Selten Manchmal Immer (Originaltitel Never Rarely Sometimes Always) von Eliza Hittman, der im Januar 2020 beim Sundance Film Festival seine Premiere feierte und im Februar 2020 im Wettbewerb der Internationalen Filmfestspiele Berlin gezeigt wurde. Sie ist in der Hauptrolle als Autumn zu sehen, eine junge Frau, die für eine Abtreibung von ihrem Heimatort in Pennsylvania nach New York reisen muss. Sie wurde von Hittmans Kollegen Scott Cummings entdeckt, als er in Buffalo einen Film über die Underground-Kultur in der Region recherchierte. Eine weitere Hauptrolle erhielt sie in dem Mystery-Thriller Only the Good Survive von Dutch Southern, der im März 2023 beim South by Southwest Film Festival seine Premiere feierte.

## Filmografie
- 2020: Niemals Selten Manchmal Immer (Never Rarely Sometimes Always)
- 2022: Rounding
- 2023: Only the Good Survive
- 2024: Eco Village

## Auszeichnungen (Auswahl)
Alliance of Women Film Journalists Award
- 2020: Auszeichnung in der Kategorie Woman’s Breakthrough Performance (Niemals Selten Manchmal Immer)[4]

Boston Society of Film Critics Award
- 2020: Auszeichnung als Beste Hauptdarstellerin (Niemals Selten Manchmal Immer)[5]

Chicago Film Critics Association Award
- 2020: Auszeichnung als Vielversprechendster Schauspieler (Niemals Selten Manchmal Immer)[6]

Critics’ Choice Movie Award
- 2021: Nominierung als Beste Hauptdarstellerin (Niemals Selten Manchmal Immer)

Gotham Award
- 2021: Nominierung als Breakthrough Actor (Niemals Selten Manchmal Immer)[7]

Independent Spirit Award
- 2021: Nominierung als Beste Hauptdarstellerin (Niemals Selten Manchmal Immer)[8]

National Board of Review Award
- 2021: Auszeichnung als Beste Nachwuchsdarstellerin (Niemals Selten Manchmal Immer)[9]

New York Film Critics Circle Award
- 2020: Auszeichnung als Beste Hauptdarstellerin (Niemals Selten Manchmal Immer)[10]